# Conservatorium van Amsterdam

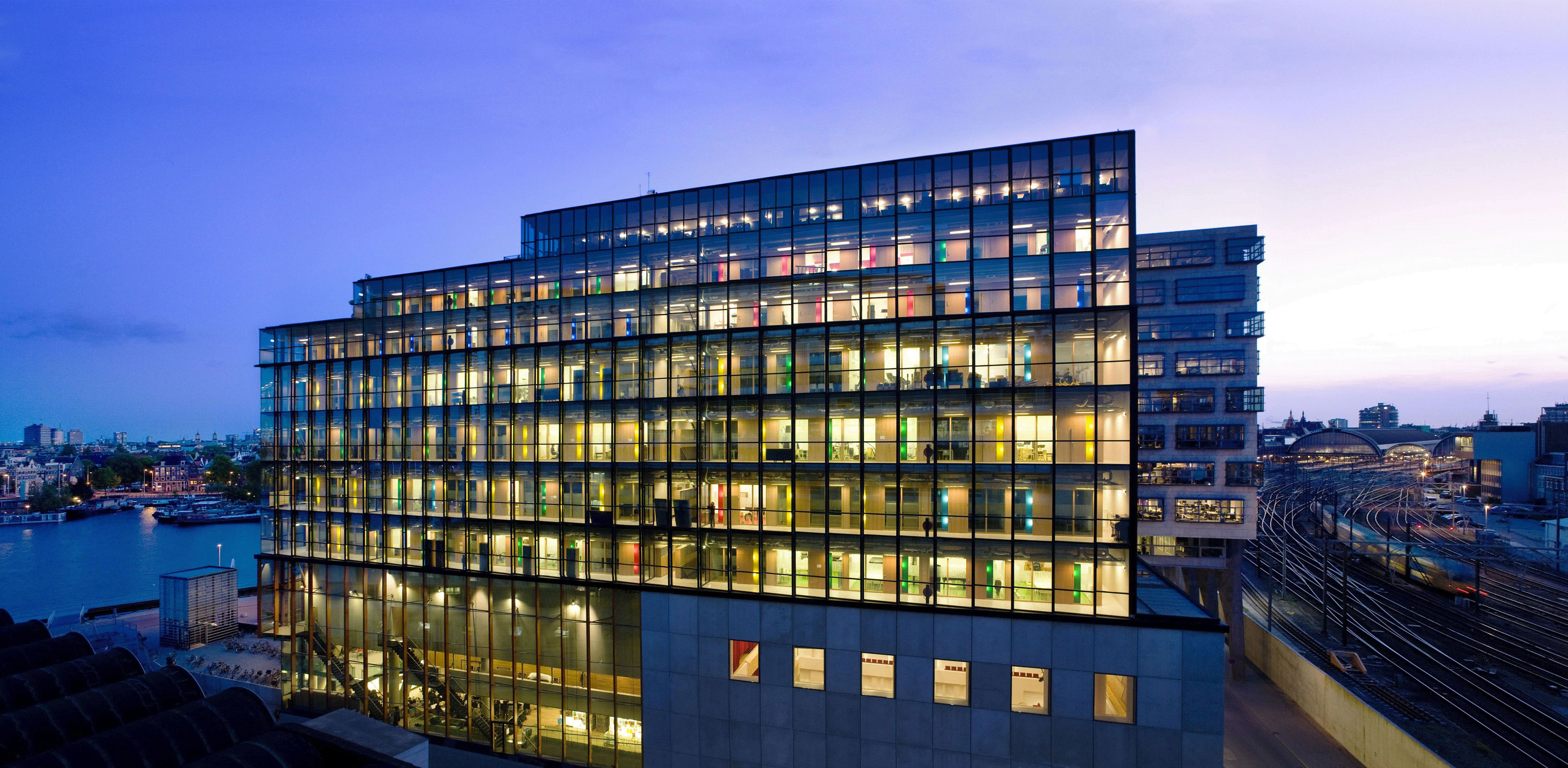
Conservatorium van Amsterdam bij nacht

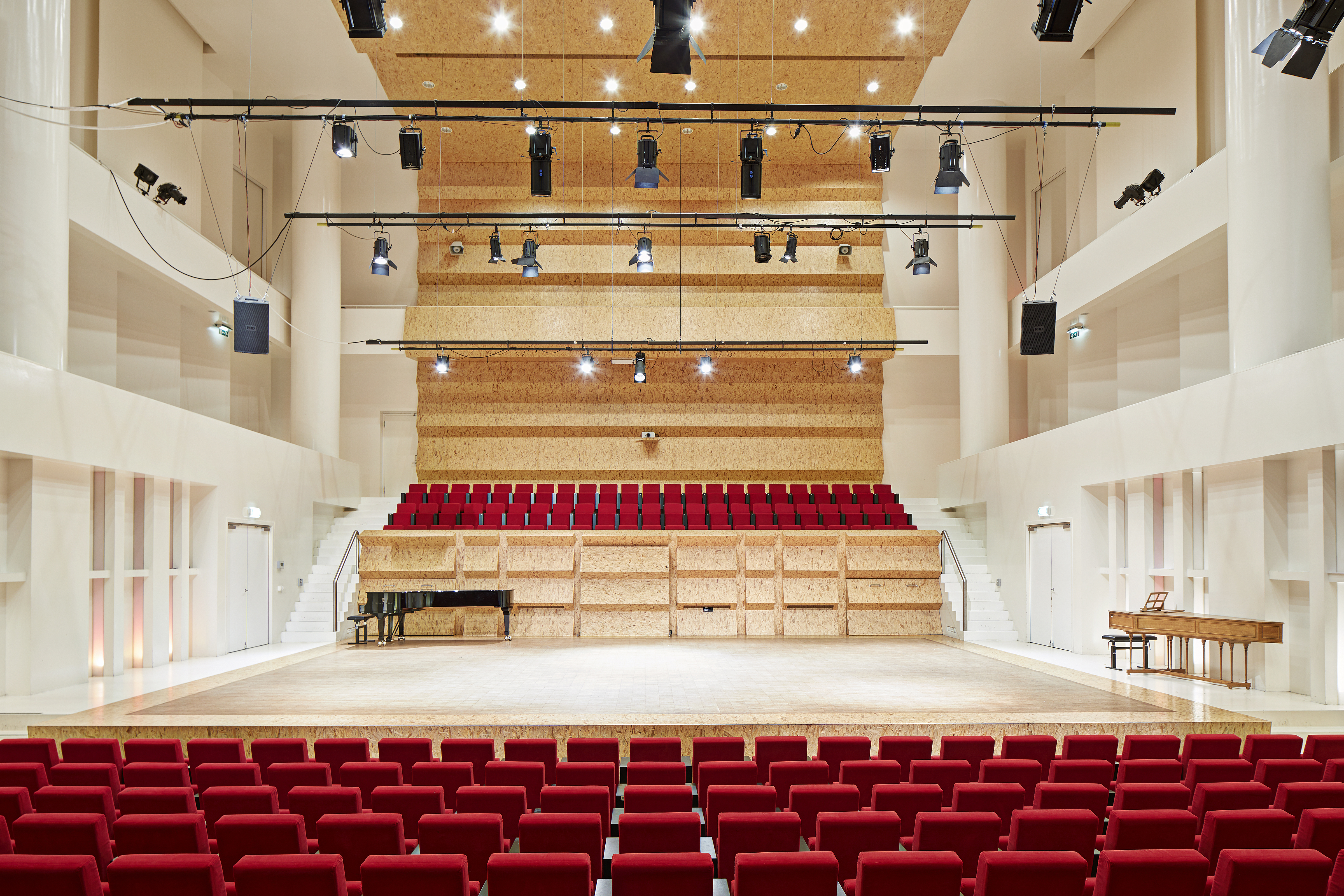
Bernard Haitinkzaal

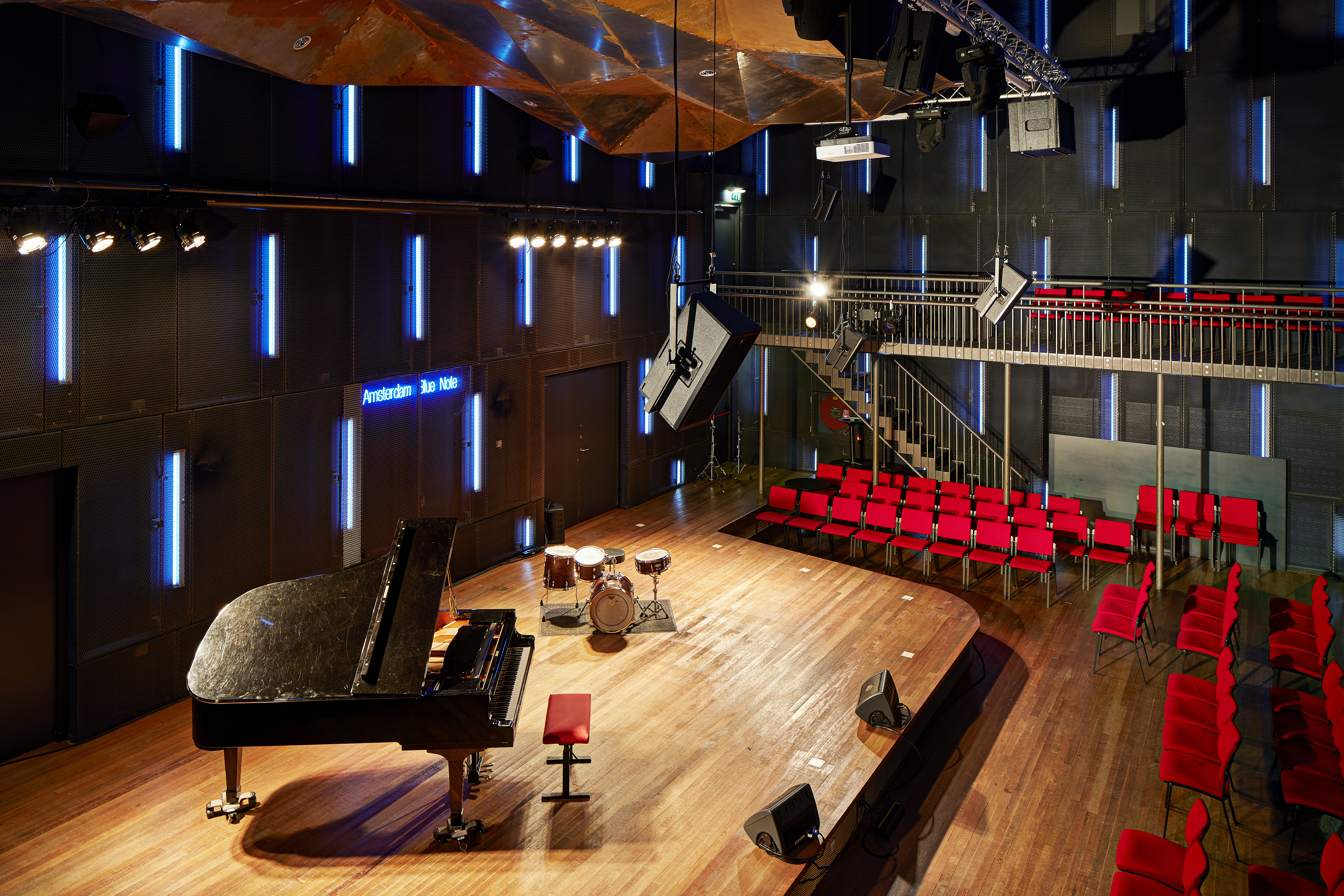
CvA Blue Stage, Conservatorium van Amsterdam

Het Conservatorium van Amsterdam is een onderdeel van de Amsterdamse Hogeschool voor de Kunsten, en is een conservatorium in Amsterdam, met in 2023 circa 1100 muziekstudenten.

## Geschiedenis
De geschiedenis van de instelling bevat een groot aantal verschillende organisaties en fusies: het Amsterdamsch Conservatorium werd opgericht in 1884 (door Julius Röntgen, Frans Coenen en Daniël de Lange), en het Conservatorium van de Vereniging Muzieklyceum werd opgericht in 1920.
In 1976 ontstond het Sweelinck Conservatorium Amsterdam uit een fusie van het Amsterdamsch Conservatorium, het Conservatorium van de Vereniging Muzieklyceum en het Haarlems Muzieklyceum. Het Sweelinck Conservatorium Amsterdam fuseerde vervolgens in 1994 met het Hilversums Conservatorium tot het Conservatorium van Amsterdam.

## Huisvesting
Het Conservatorium was tussen 1984 en 2008 gevestigd in het pand van de voormalige Rijkspostspaarbank aan de Van Baerlestraat en behield de Bachzaal als concertlocatie. In de bovenverdieping van het gebouw was eveneens het Sweelinckmuseum met de grootste Nederlandse collectie pianofortes en vroege piano's gevestigd. In april 2008 verhuisde het conservatorium naar nieuwbouw aan de Oosterdokskade 151 in Amsterdam. Het oude gebouw werd omgebouwd tot hotel (het Conservatorium Hotel).
Het gebouw aan de Oosterdokskade is een ontwerp van architect Frits van Dongen. In dat gebouw bevinden zich diverse zalen die voor concerten, workshops en masterclasses geschikt zijn, zoals de "Bernard Haitinkzaal", de "Sweelinckzaal", de "Amsterdam Blue Note", een theaterzaal, ensembleruimtes en een grote foyer. Daarnaast beschikt het gebouw over vele leskamers, die aan de binnenzijde van het gebouw liggen en alle door een gang omgeven zijn, volgens Japans model. Het Sweelinckmuseum is bij de verhuizing opgeheven en de collectie ondergebracht bij Museum Geelvinck Hinlopen Huis (Museum Geelvinck)).

## Vakgebieden
Het conservatorium biedt onder andere opleidingen en cursussen in de volgende vakgebieden:
- Klassieke muziek
- Jazz
- Oude Muziek
- Popmuziek
- Opera
- Opleiding docent Muziek

AEMA (Amsterdam Electronic Music Academy)
Er kan voor een bachelor- of masterdiploma gestudeerd worden. Verder is contractonderwijs mogelijk. Toelating geschiedt na het afleggen van een theoretisch en praktisch toelatingsexamen, waarin geschiktheid beoordeeld wordt.

## (Oud-)docenten
Docenten van het Conservatorium van Amsterdam, het Sweelinck-conservatorium en diens voorgangers waren onder andere:
- Vera Beths (1946), docent viool
- Ruud Breuls (1962), docent trompet
- Pieter van Dijk (1958), docent orgel
- Dmitry Ferschtman (1945), docent cello
- Henri Heuvelmans (1951), docent piano
- Herman Krebbers (1923-2018), docent viool aan het Muzieklyceum
- Gustav Leonhardt (1928–2012), docent cembalo
- Willem van Manen (1940), docent trombone
- Daan Manneke (1939), docent compositie
- Wim Overgaauw (1929-1995), docent gitaar
- Jean-Baptiste de Pauw (1852-1924), docent orgel en piano aan het Amsterdams Conservatorium van 1884 tot 1924
- Ferdinand Povel (1947), docent saxofoon
- Edwin Rutten, docent jazz
- Jaap Spaanderman (1896-1985), docent piano aan het Muzieklyceum van 1922 tot 1932 en na de Tweede Wereldoorlog
- Charles van Tassel (1937-2013), docent zang
- Anouk Teeuwe (1975), docent zang aan de popopleiding
- Jan Wijn (1968), docent piano
- Bernard Zweers (1854-1924), docent harmonie en compositie aan het Amsterdams Conservatorium van 1885 tot 1922

## Oud-studenten
- Hendrik Andriessen (1892-1981), studeerde aan het Amsterdamsch Conservatorium bij Jean-Baptiste de Pauw (orgel) en Bernard Zweers (compositie)
- Nana Adjoa (1991), volgde de jazzopleiding
- Bart Berman (1938), studeerde piano bij Jaap Spaanderman aan het Muzieklyceum
- Vera Beths (1946), studeerde viool bij Herman Krebbers aan het Muzieklyceum
- Rob van den Broeck (1940-2012), studeerde piano
- Mirjam van Dam (1970), studeerde af als jazz-zangeres
- Frans Ehlhart (1946), studeerde piano bij Hans Dercksen
- Zosja El Rhazi (1981), studeerde in 2008 af als jazz-zangeres
- Maya Fridman (1989), studeerde klassiek met als specialisatie cello
- Ruben Hein (1982), studeerde jazzpiano
- Jeff Heijne (1992), studeerde flamencogitaar bij Eric Vaarzon Morel
- Clemens van der Feen (1980), studeerde jazz en bass
- Majoie Hajary (1921-2017), studeerde in juni 1942 cum laude af als uitvoerend pianiste aan het Amsterdamsch Conservatorium.
- Dick Klomp (1947), studeerde orgel
- Trudelies Leonhardt (1931), pianiste
- Uxia Martinez Botana  (2006-2010), studeerde Contrabas bij Peter Stotijn aan het CvA
- Bert Luttjeboer (1960-1995), studeerde tenor zang
- Dirk Out (1949), studeerde orgel
- Annemarie Roelofs (1955), studeerde trombone
- Anna Serierse (1993), studeerde jazz-zang
- Jacqueline Smit, studeerde piano
- Alexander Scholtes, studeerde piano
- Nai Barghouti (1996), studeerde jazz
- Viktorie Surmová (2013), studeerde klassieke zang

- Gemeinsame Normdatei: 16054517-1
- Library of Congress Control Number: n2009073574
- MusicBrainz: af9ada62-1dc3-4eb5-9b9d-6b48dc5b8ed0
- Virtual International Authority File: 124569859